# Cerkiew św. Dymitra w Czarnej (XIX wiek)
Cerkiew św. Dymitra w Czarnej (obecnie rzymskokatolicki kościół parafialny pw. Podwyższenia Krzyża Świętego) – drewniana greckokatolicka cerkiew, wzniesiona w 1834 roku we wsi Czarna w miejscu wcześniejszej cerkwi, wzmiankowanej już w roku 1795. Zabytek Szlaku Architektury Drewnianej.

## Historia
Cerkiew wybudowana w roku 1834. W roku 1882 powstały obrazy do ikonostasu. Po powrocie wsi do Polski w roku 1951 użytkowana przez kościół rzymskokatolicki jako kościół parafialny. Wyremontowana w roku 1967.

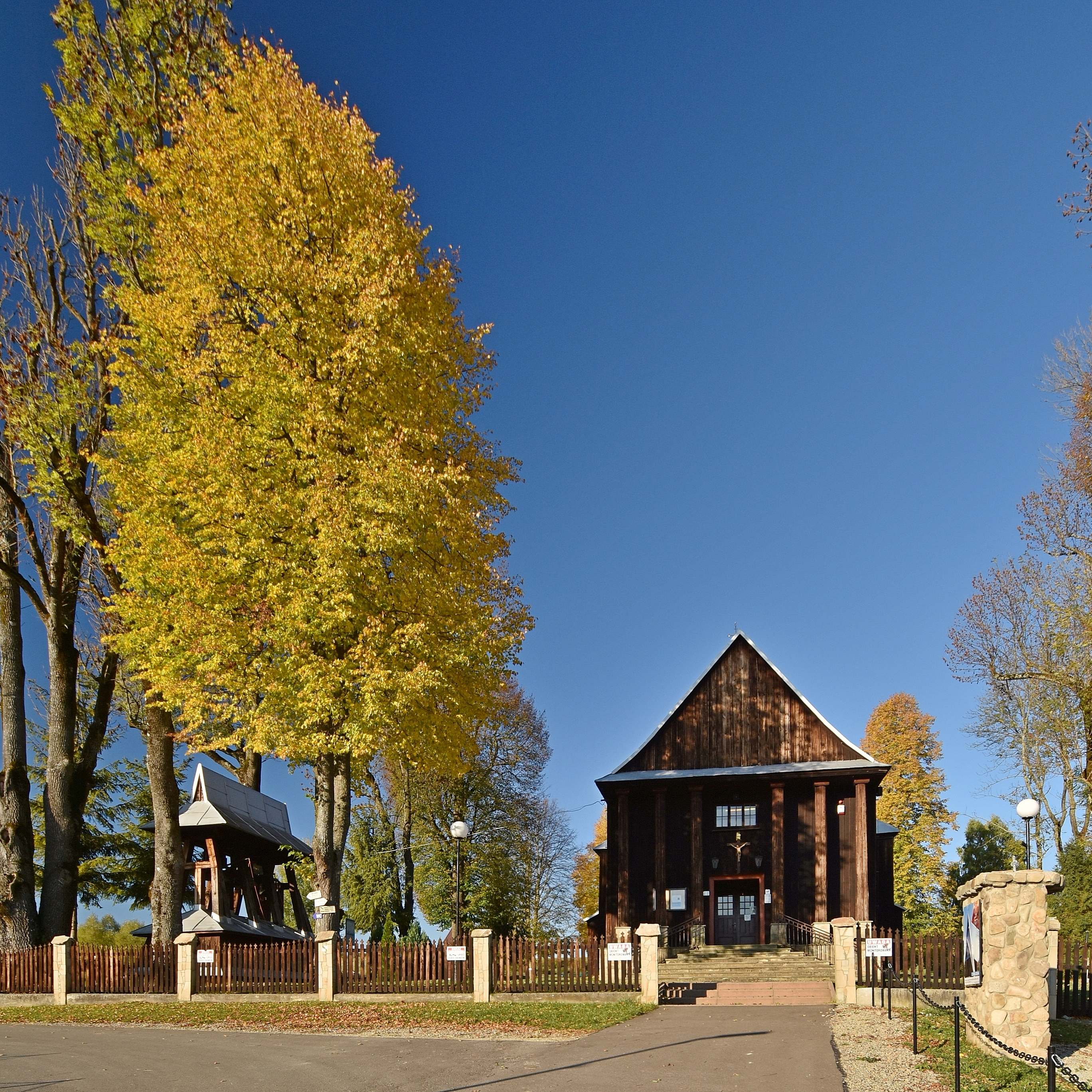
Widok ogólny
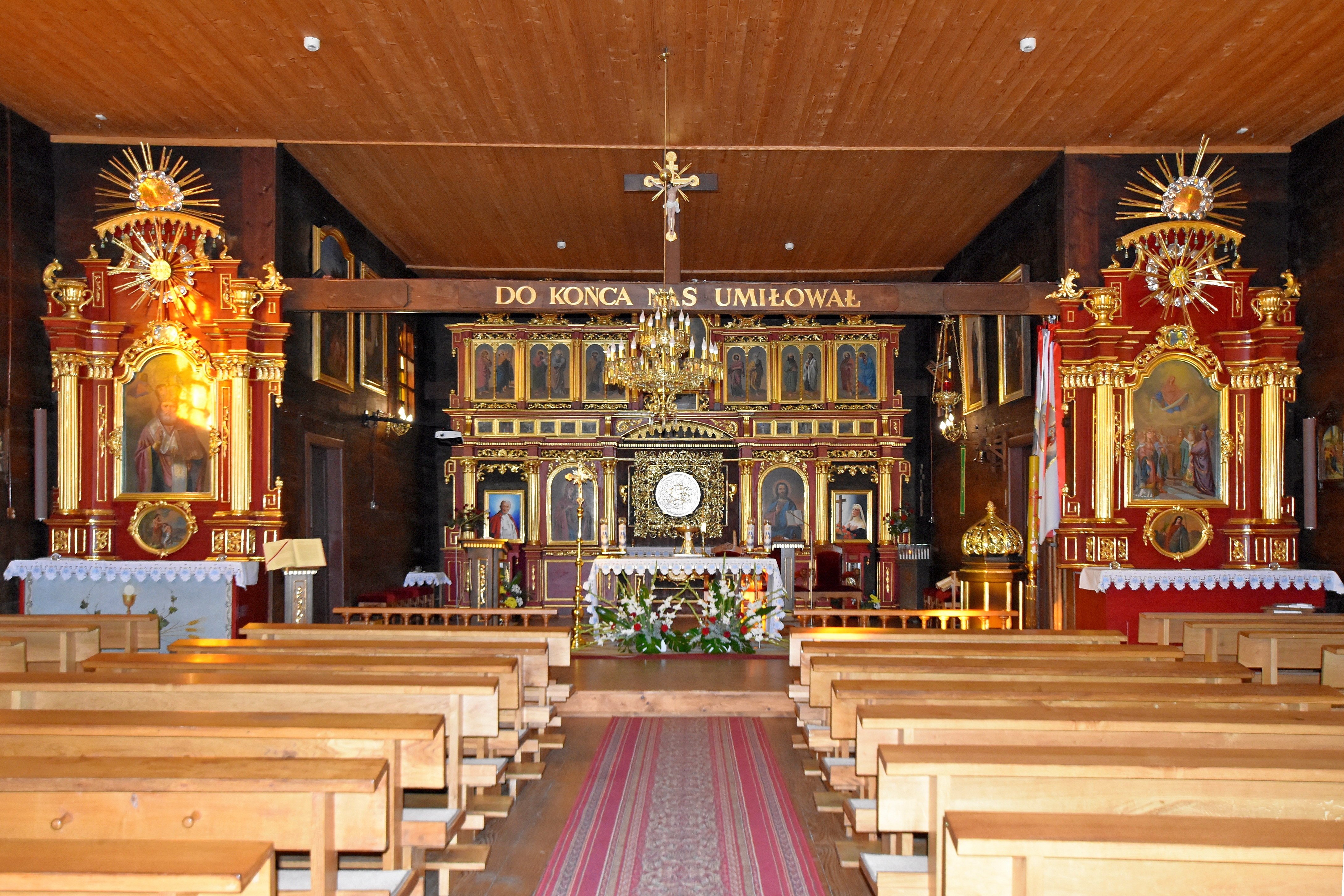
Wnętrze
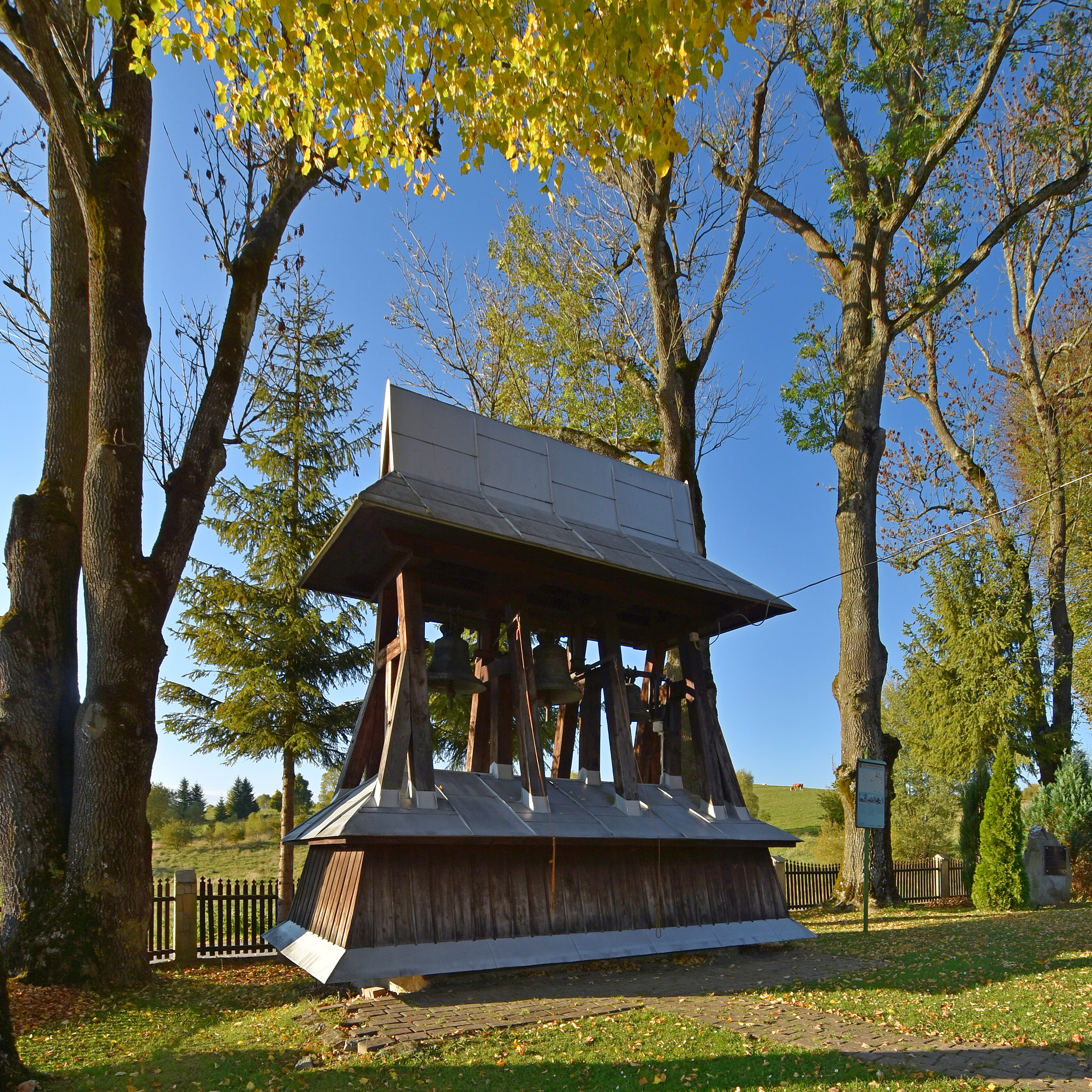
Dzwonnica

## Architektura i wyposażenie
Cerkiew w Czarnej jest świątynią orientowaną, trójdzielną o konstrukcji zrębowej. Od południa i północy do prezbiterium przylegają zakrystie. Nad wszystkimi częściami dwuspadowe dachy. Nad nawą ośmioboczna wieżyczka zakończona baniastym hełmem. Na zachodniej ścianie sześciokolumnowy portyk, zwieńczony trójkątnym szczytem.
W cerkwi znajduje się ikonostas, który został przeniesiony na tylną ścianę prezbiterium. Pozostałe wyposażenie poprzenoszone do muzeów – królewskie wrota do Muzeum Budownictwa Ludowego w Sanoku, feretron i figura Matki Boskiej do Działu Sztuki Cerkiewnej Muzeum Zamku w Łańcucie.

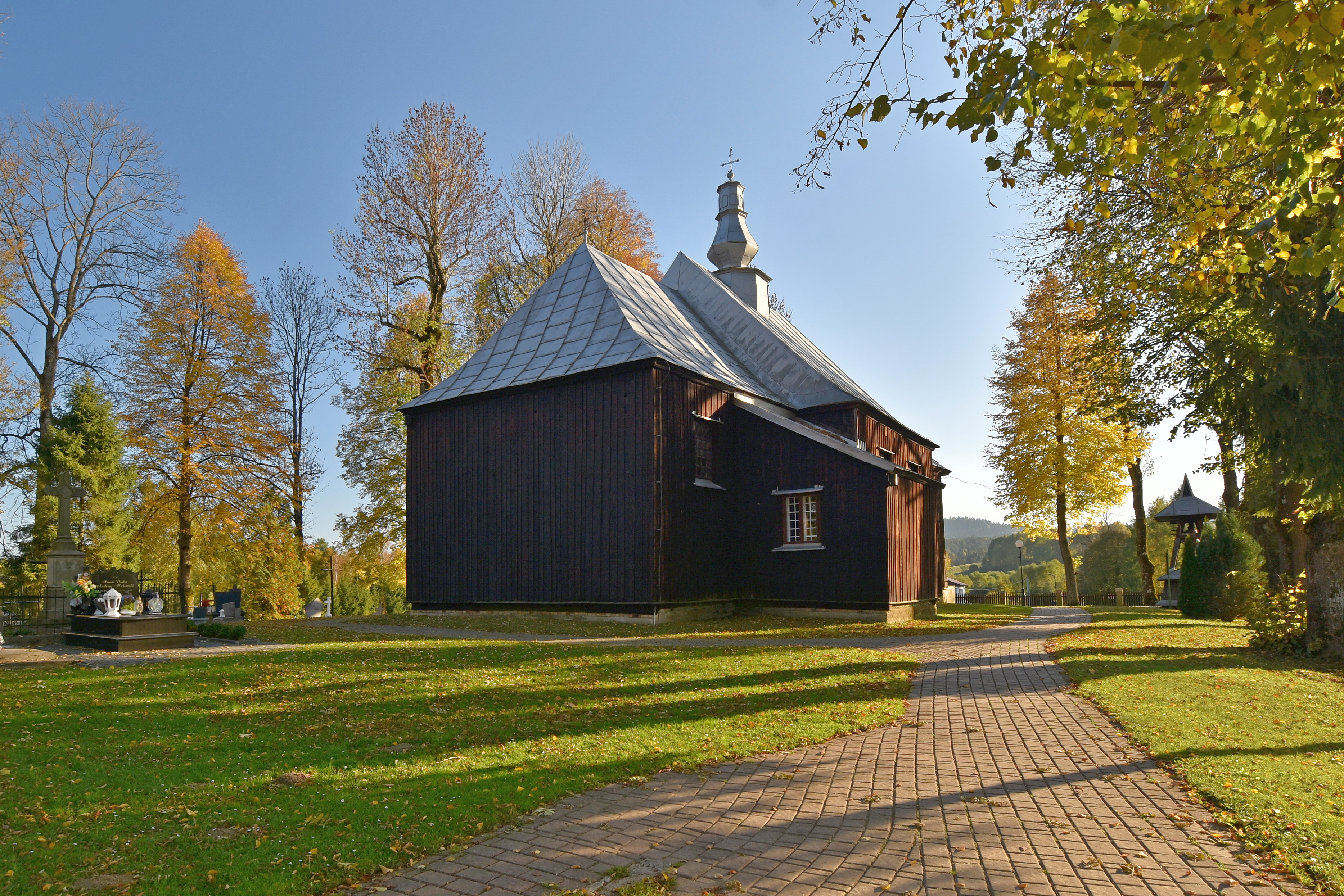
Widok od strony prezbiterium
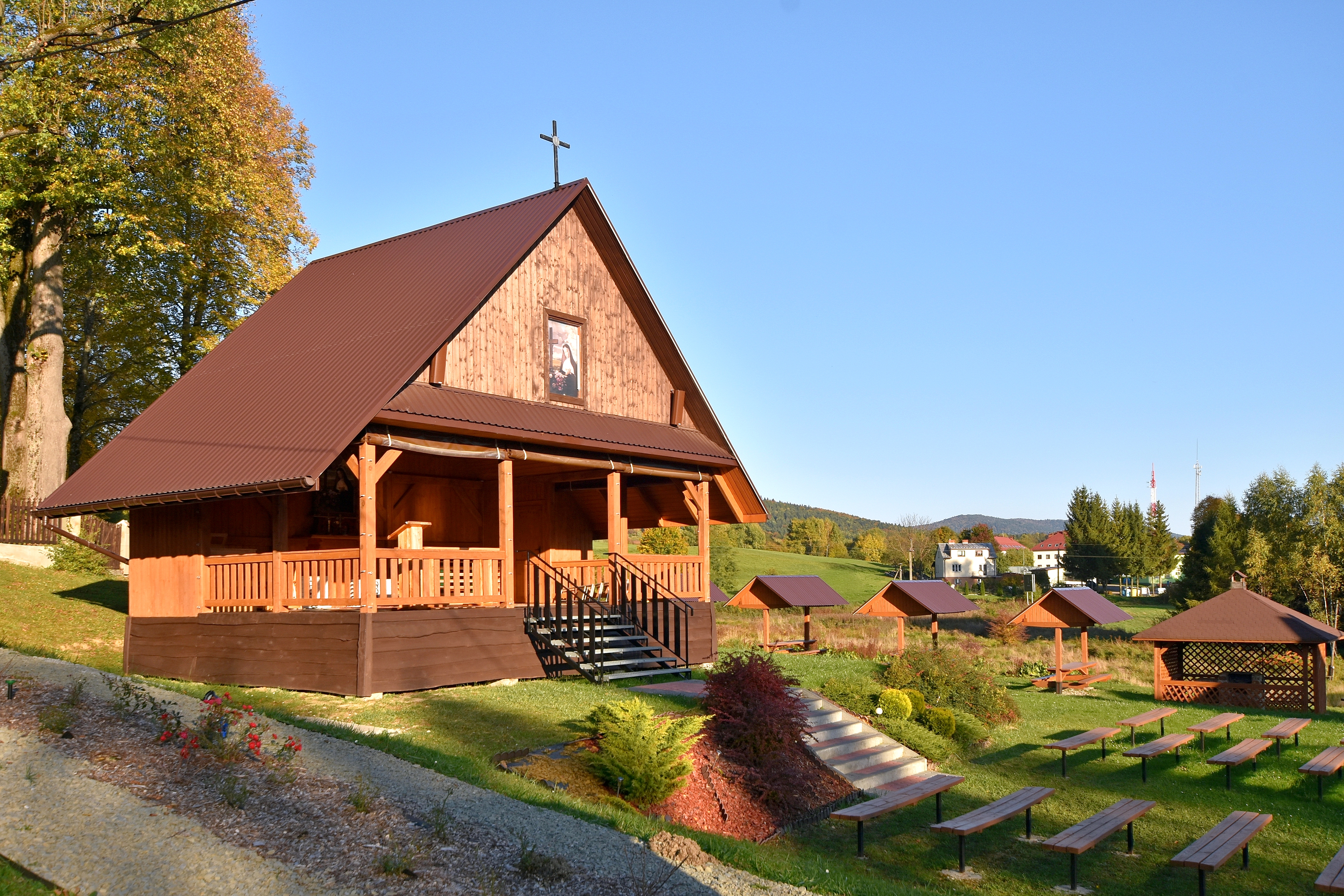
Otoczenie
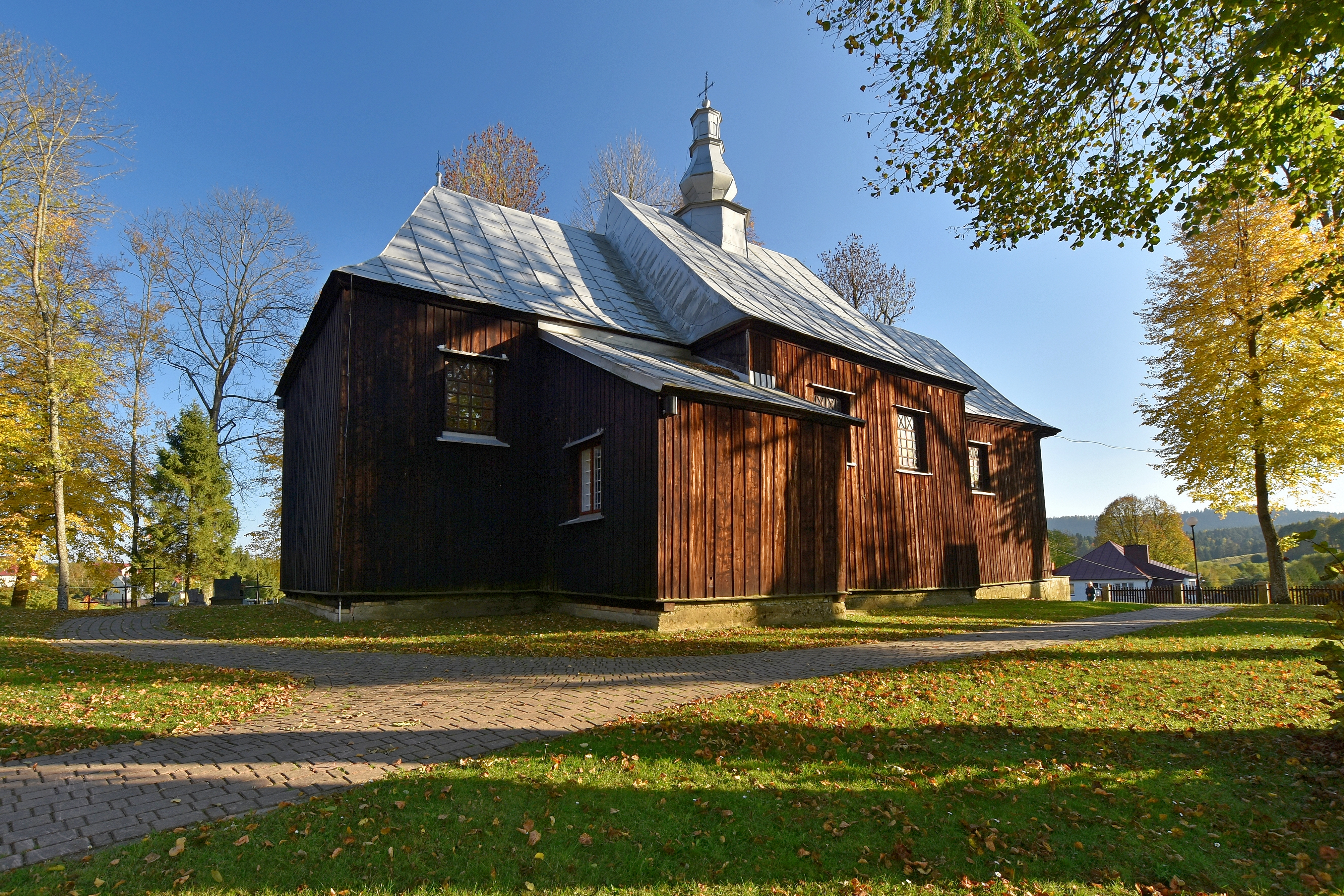
Elewacja boczna

## Wokół cerkwi
Przy cerkwi duży, dobrze zachowany cmentarz, z nagrobkami z początku XX wieku. Na północny zachód od cerkwi stoi wzniesiona na planie wąskiego prostokąta dzwonnica z dzwonem z roku 1886. Sama dzwonnica wybudowana została prawdopodobnie po roku 1951.